# (22260) Ur
Pour les articles homonymes, voir UR.
(22260) Ur est un astéroïde de la ceinture principale.
Il a été découvert le 19 octobre 1979 par l'astronome tchèque Antonín Mrkos. Sa désignation provisoire était 1979 UR. Son nom fait référence à la cité antique d'Ur, en Mésopotamie.